# Indagine oltre il buio
Indagine oltre il buio (Desire, the Vampire o anche I, Desire) è un film TV prodotto dalla Columbia Pictures per la televisione americana nel 1982 e diretto dal regista John Llewellyn Moxey.
I titoli di testa e di coda sono un montaggio di alcuni ritratti femminili del pittore Gustav Klimt sulle note del Preludio in Do minore BWV 934 di Johann Sebastian Bach eseguito al clavicembalo.

## Trama
David, studente universitario che lavora nel tempo libero come aiutante in un obitorio di Los Angeles, inizia un'indagine per conto suo intorno alla morte di alcuni uomini ritrovati senza più sangue nelle vene e con due strane ferite sul collo. Le ricerche lo conducono nell'ospedale in cui lavora la sua fidanzata, dove di recente sono state sottratte alcune sacche di plasma e dove un'infermiera ha subito una brutale aggressione. David, dopo esser stato aggredito a sua volta, è sempre più convinto che il misterioso assassino sia in realtà un vampiro ma nessuno ovviamente gli crede.